# Risalit

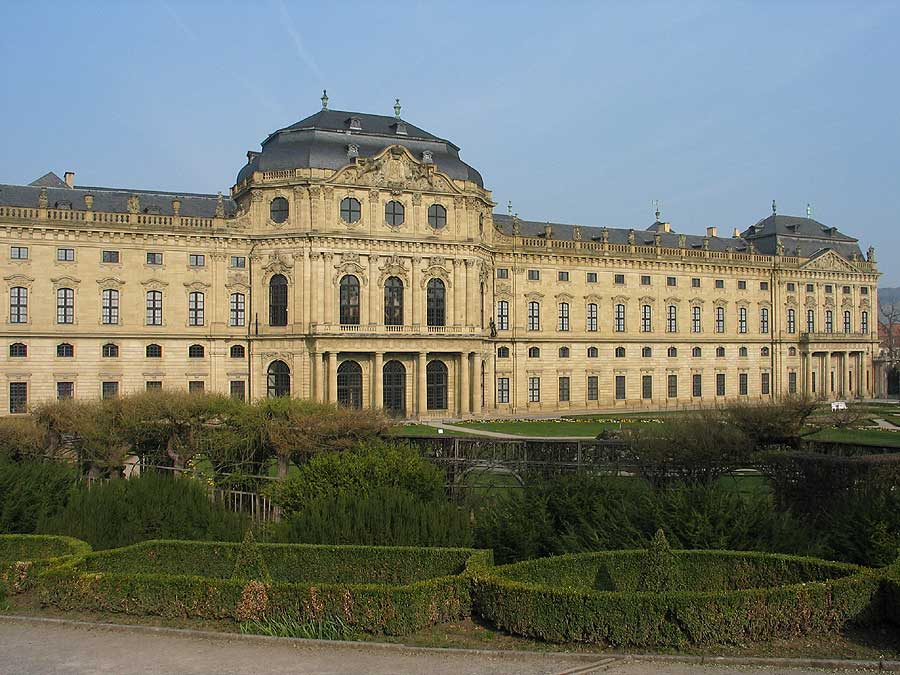
Exempel på mittrisalit och sido- eller hörnrisalit – Furst-biskopliga residenset i Würzburg.

Risalit eller mittrisalit, även avantcorps, är ett svagt framskjutande parti av en fasad, fört genom byggnadens hela höjd. Risaliten förekommer i allmänhet som en betoning av fasadens mittparti och ofta även (i symmetriskt arrangemang) av dess sidopartier.